# Sericoides nossi
Sericoides nossi är en skalbaggsart som beskrevs av Martinez 1972. Sericoides nossi ingår i släktet Sericoides och familjen Melolonthidae. Inga underarter finns listade i Catalogue of Life.